# Braunsvil (Bruklin)
Braunsvil je naselje u istočnom Bruklinu u Njujorku.
Ukupna površina naselja je jedan kvadratni kilometar, a poštanski kod je 11212. Braunsvil se na severu graniči sa Bedford Stajvesantom, na zapadu sa Flatbušom i sa Kanarsijem na jugu.
Oblast je pod nadzorom 73. policijske stanice u Aveniji Istočni Njujork br. 1470. Vlasništvo NYCHA u oblasti je pod nadzorom P.S.A. 2. Deo je Bruklinskog upravnog odbora zajednice 16.

## Literatura
1. ↑  „Brownsville Long Island New York”. Longislandexchange.com. 22. 12. 2006. Архивирано из оригинала 13. 07. 2011. г. Приступљено 24. 1. 2011.
2. ↑  73rd Precinct, NYPD.